# Distrito de Cáhuac
El distrito de Cáhuac es uno de los ocho que conforman la provincia de Yarovilca en el departamento de Huánuco, en el centro del Perú.
Desde el punto de vista jerárquico de la Iglesia católica forma parte de la diócesis de Huánuco, sufragánea de la arquidiócesis de Huancayo.

## Historia
Fue creado mediante Ley n.º 11694 del 3 de enero de 1952, en el gobierno del presidente Manuel A. Odría.
A inicio parecía ubicarse e a las orillas del río Marañon, pero algunos preferían en el lugar actual; pusieron la imagen de la Virgen de Santa Rosa en el lugar llamado Shampatae y la imagen aparecía en el poblado actual de Cahuac. Esto permitió construir la iglesia y todo el pueblo se construyó a su alrededor.
}}ççççç

## Geografía
Está ubicado a 3 317 m s. n. m., al margen izquierdo del río Marañon, y al suroeste de la provincia de Yarowilca,  en el Departamento de Huánuco, a una distancia de 85 kilómetros aproximadamente de la ciudad de Huánuco.
Cahuac es un distrito pequeño, con una extensión de 2 587 kilómetros cuadrados, con una población educada y hospitalaria, con una juventud ambiciosa por el estudio; por lo que le conocen como "la cuna de intelectuales".[cita requerida]
En cuanto a su topografía presenta suelos rocosos por la constante erosión, causada por las lluvias en épocas de invierno principalmente. Cahuac presenta un relieve muy accidentado, en declive; con valles pequeños, quebradas profundas,  peñas y riscos.
Su relieve es accidentado con una altitud promedio de 3 300 m s. n. m. pues se emplaza dentro de la Cordillera Central de los Andes del norte peruanos. Su clima a esta altitud le corresponde de templado-frío a frío.

## División administrativa

### Centros poblados
- - Cáhuac (capital)
  - Bolognesi
  - Santa Rosa
  - San Martín
  - El Carmen
  - Buenos Aires
  - Pumaurco

## Capital
Su capital es el poblado de Cahuac, ubicado a 3 332 m s. n. m.

## Autoridades

### Municipales
- 2023 - 2026
  - Alcalde: Solorzano Cabello Willen Nolberto, de Alianza para el Progreso.
  - Regidores:

  1. Berrios Ramos Graciela Leonarda (Alianza para el Progreso)
  2. Chavez Mendoza Nito Jhony  (Alianza para el Progreso)
  3. Juipa Neira Alfonsa (Alianza para el Progreso)
  4. Tarazona Juipa Elmer (Alianza para el Progreso)
  5. Tolentino Hilario Alcida Rosmeri (Movimiento Independiente Regional MI BUEN VECINO)

Alcaldes anteriores
- 2019 - 2022: Alcalde: Emel Tucto Soto, de Alianza para el Progreso.
  - Regidores:

1. Carlos Rafael Tucto (Alianza para el Progreso)
2. Yohn Vega Tucto (Alianza para el Progreso)
3. Narcisa Justiniano Huaranga (Alianza para el Progreso)
4. Pedro Espinoza Tucto (Alianza para el Progreso)
5. Liliana Tucto Espinoza (Podemos por el Progreso del Perú)

- 2015 - 2018: Yolvi Ramos Berríos
- 2011 - 2014:[4] Rosalí Leandro Tarazona, del Movimiento Político Hechos y No Palabras (HyNP).
- 2007 - 2010: Vicente Humberto López Tucto.

## Festividades
Fiesta de Santa Rosa de Cahuac el 30 de agosto. Fiesta patronal muy concurrida por los residentes cahuasinos y turistas nacionales. La fiesta dura una semana; y muestra como la cultura inca fue asaltada y saqueada al imperio Español. 
Fiesta del Señor de Mayo; el 3 de mayo. El primer devoto fue Porfirio Godoy Calero, quien construyó una hermosa y costosa cCapilla en el lugar de Rupaypunta en los años 60. En la actualidad la familia Ayala Godoy continúa con la tradición y se celebra cada año bajo la responsabilidad de los mayordomos.

## Galería
- Wikimedia Commons alberga una categoría multimedia sobre Distrito de Cáhuac.